# 20. јануар
20. јануар је двадесети дан у години по Грегоријанском календару. Преостаје још 345 дана (346 у преступним годинама) у години после овог дана.

## Догађаји
- 1265 — У Вестминстерској палати први пут се састао енглески парламент који је сазвао Симон V Монфорт.
- 1320 — Владислав I Кратки је крунисан у Кракову за краља Пољске.
- 1841 — Велика Британија је заузела острво Хонгконг током Првог опијумског рата.
- 1876 — На Цетињу одржана прва конференција Црвеног крста Црне Горе.
- 1887 — САД и Хаваји склопили уговор по ком су Американци добили право да Перл Харбор користе као поморску базу.
- 1942 — Одржана је Ванзејска конференција високих нацистичких званичника на којој је разматрано извршење коначног решења јеврејског питања.
- 1944 — Немачка је започела евакуацију најмање 1,8 милиона становника Источне Пруске.
- 1945 — Френклин Делано Рузвелт четврти пут инаугурисан за председника САД. Једини председник у историји САД који је четири пута биран на ту функцију.
- 1953 — Двајт Ајзенхауер инаугурисан за 34. председника САД.
- 1961 — Џон Кенеди у 43. години инаугурисан за председника САД као најмлађи шеф државе у њеној историји.
- 1967 — У Бамбулабаду откривен фосил дотада непознате врсте горила, претпоставља се из неолита, који је решио недоумице око Дарвинове теорије и тим открићем људска генетика је доживела препород.
- 1969 — Ричард Никсон инаугурисан за 37. председника САД.
- 1973 — У Конакрију убијен Амилкар Кабрал, један од вођа борбе против португалског колонијализма у западној Африци, оснивач и генерални секретар Афричке партије за независност Гвинеје Бисао и Зеленортских острва.
- 1977 — Џими Картер инаугурисан за 39. председника САД.
- 1981 — Роналд Реган у 70. години преузео дужност шефа државе, у то време поставши најстарији председник у историји САД.
- 1981 — После 444 дана у заробљеништву ослобођена су последња 52 америчка таоца отетих из амбасаде САД у Техерану.
- 1987 — У Либану киднапован Тери Вајт, специјални изасланик Кентерберијског надбискупа. У заточеништву провео скоро пет година.
- 1989 — Џорџ Х. В. Буш инаугурисан за 41. председника САД.
- 1990 — Совјетска армија је угушила протесте Азера у Бакуу који су тражили независност Азербејџана.
- 1991 — У претежно српским местима на подручју општина Новска, Нова Градишка и Славонска Пожега одржано народно изјашњавање у циљу прикључења Општини Пакрац.
- 1993 — Бил Клинтон инаугурисан за 42. председника САД.
- 1996 — Јасер Арафат, вођа Палестинске ослободилачке организације, изабран за председника Палестинске Управе са 88,1% гласова на изборима у Гази и на Западној обали, одржаним према споразуму Израела и Палестинаца.
- 2000 — У Анкари се први пут од 1962. састали министри иностраних послова Грчке и Турске.
- 2001 — Филипински председник Џозеф Естрада повукао се са власти под притиском демонстраната и војске, а 16. априла се предао Специјалном суду за борбу против корупције.
- 2001 — Џорџ В. Буш инаугурисан за 43. председника САД.
- 2003 — Бивши председник Србије Милан Милутиновић предао се Трибуналу у Хагу, пред којим је оптужен за злочине на Косову током 1999.
- 2006 — Осама бин Ладен најавио нове терористичке нападе у изјави снимљеној на аудио-касети.
- 2008 — Први круг председничких избора у Србији, изашло око 61% грађана, што је највећа излазност забележена, откад их посматра Цесид. Кандидат СРС-а, Томислав Николић је освојио преко 39%, а кандидат ДС-а и актуелни председник, Борис Тадић, око 35%, остали испод 10%.
- 2009 — Барак Обама инаугурисан за 44. председника САД.
- 2017 — Доналд Трамп инаугурисан за 45. председника САД.
- 2021 — Џо Бајден инаугурисан за 46. председника САД.
- 2025 — Доналд Трамп инаугурисан за 47. председника САД, поставши најстарији председник у историји ове државе.

## Рођења
- 1775 — Андре-Мари Ампер, француски физичар, математичар и природњак. (прем. 1836)[1]
- 1873 — Јоханес Вилхелм Јенсен, дански књижевник, добитник Нобелове награде за књижевност (1944). (прем. 1950)[2]
- 1896 — Џорџ Бернс, амерички глумац, комичар, певач и писац. (прем. 1996)[3]
- 1908 — Јован Мариновић, црногорски и југословенски правник и револуционар, учесник Народноослободилачке борбе и друштвено-политички радник СФР Југославије. (прем. 1982)[4]
- 1920 — Федерико Фелини, италијански редитељ и сценариста. (прем. 1993)[5]
- 1926 — Патриша Нил, америчка глумица. (прем. 2010)[6]
- 1930 — Баз Олдрин, амерички астронаут, инжењер и војни пилот, други човек који је крочио на Месец.[7]
- 1931 — Дејвид Ли, амерички физичар, добитник Нобелове награде за физику (1996).[8]
- 1946 — Дејвид Линч, амерички редитељ, сценариста, продуцент, музичар, писац и глумац. (прем. 2025)[9]
- 1948 — Радослав Зеленовић, дугогодишњи директор Југословенске кинотеке и уредник Филмске редакције РТС.
- 1951 — Петар Сеферовић, српски је кардиолог, универзитетски професор и академик.[10]
- 1951 — Ијан Хил, енглески музичар, најпознатији као басиста групе .[11]
- 1952 — Миодраг Зец, српски економиста.
- 1952 — Пол Стенли, амерички музичар и сликар, најпознатији као гитариста и певач групе Kiss.[12]
- 1956 — Бил Мар, амерички комичар, ТВ водитељ, писац и глумац.[13]
- 1957 — Марина Урбанц, словеначка глумица.[14]
- 1964 — Рон Харпер, амерички кошаркаш и кошаркашки тренер.[15]
- 1970 — Бранка Катић, српска глумица.[16]
- 1972 — Оскар Дроњак, шведски музичар, најпознатији као оснивач и гитариста групе .[17]
- 1971 — Чедомир Петровић, српски физичар и академик, инострани члан састава Српске академије наука и уметности.[18]
- 1973 — Мирослав Берић, српски кошаркаш.
- 1979 — Роб Бурдон, амерички музичар, најпознатији као суоснивач и бубњар групе Linkin Park.[19]
- 1981 — Ђорђе Јокић, српски фудбалер.[20]
- 1981 — Џејсон Ричардсон, амерички кошаркаш.[21]
- 1981 — Овен Харгривс, енглески фудбалер.[22]
- 1984 — Карим Хаџи, туниски фудбалер.[23]
- 1984 — Малек Џазири, туниски тенисер.[24]
- 1987 — Еван Питерс, амерички глумац.[25]
- 1987 — Марко Симончели, италијански мотоциклиста. (прем. 2011)[26]
- 1987 — Роберт Фара, колумбијски тенисер.[27]
- 1991 — Полона Херцог, словеначка тенисерка.[28]
- 1995 — Калум Чејмберс, енглески фудбалер.[29]
- 1996 — Јована Прековић, српска каратисткиња.[30]
- 2000 — Аријан Лакић, српски кошаркаш.[31]

## Смрти
- 842 — Теофило, византијски цар (рођ. 813)
- 1612 — Рудолф II, цар Светог римског царства. (рођ. 1552)[32]
- 1666 — Ана Аустријска, француска краљица (рођ. 1601), супруга Луја XIII и мајка Луја XIV.[33]
- 1898 — Коста Абрашевић српски песник. (рођ. 1879)[34]
- 1921 — Живојин Мишић, српски војвода. (рођ. 1855)[35]
- 1936 — Џорџ V, британски краљ (рођ. 1865)[36]
- 1983 — Маноел Франсиско дон Сантос Гаринча, бразилски фудбалер. (рођ. 1933)[37]
- 1984 — Џони Вајсмилер, амерички спортиста и филмски глумац (рођ. 1904)[38]
- 1993 — Одри Хепберн, америчка глумица холандског порекла (рођ. 1929)[39]
- 2000 — Славко Јаневски, македонски писац кратких прича, романописац, пјесник, филмски сценариста, есејиста и сликар. (рођ. 1920)[40]
- 2019 — Љиљана Шљапић, српска глумица и певачица. (рођ. 1940)[41]
- 2019 — Масазо Нонака, јапански суперстогодишњак. (рођ. 1905)[42]

## Празници и дани сећања
- Српска православна црква слави:
  - Светог Јована Крститеља
  - Светог мученика Атанасија